# Runaways (sång)
Runaways är den första singeln från The Killers fjärde studioalbum Battle Born, som utgavs den 18 september 2012.

## Release
Den 2 juli 2012 avslöjade bandet omslaget till singeln. Den 10 juli spelades den för första gången på radio av stationerna Radio 104.5 och KROQ-FM i USA, och på BBC Radio 1 i Storbritannien. Den 17 juli 2012 släpptes singeln på iTunes, där den debuterade som #17 på USA:s alternativa topp 20-lista. 

## Kritiskt mottagande
Låten har mottagit positiva recensioner från musikkritiker. Jon Dolan från musikmagasinet Rolling Stone gav låten 3 stjärnor och sa "The first single from the first Killers album in four years is an Eighties-rock fever dream that's crazily big, even by their grandiose standards: a Vesuvian gusher of Springsteen mythos, Toto-Journey power hooks and singer Brandon Flowers’ unmistakable commitment to unmistakable commitment."
Nicky Barrison från NME hyllade låten, och beskrev den som en storslagen återkomst, och lade till: "Four years after Day & Age saw them dip their toe into dancier waters, The Killers make their grand return with the Killersiest comeback single you could ever hope to hear. If Day & Age was a stylistic reaction to the unjust critical kicking their second record took, then 'Runaways' is the sound of the band re-embracing their inner Springsteen". Nolan Feening från Entertainment Weekly var mycket mottaglig för "Runaways", och kommenterade att låten "starts off gently with some bare-bones piano chords and not a whole lot else, but it gains momentum faster than you can remember the lyrics to 'Mr. Brightside'. Four minutes later, you've got a galloping desert rocker good enough to roll with the best of the Vegas quartet's catalog". Mark Richards Stereoboard.com var entusiastisk angående låten och skrev att "'Runaways' is a great alternative summer song that will no doubt be buried in air play by the likes of Will Smith's 80s classic".
Skivkoll.se hyllade också låten och skrev att "Killers senaste singel "Runaways" är en oblyg call-back till Sam's Town och jag välkomnar steget tillbaka".
Musikmagasinet Rolling Stones läsare valde "Runaways" som sommarens bästa låt i "Readers' Poll: The Top Best Songs of Summer 2012".

## Listplaceringar och certifikat
| Lista (2012)                              | Topp- position |
| ----------------------------------------- | -------------- |
| Australien (ARIA Charts)                  | 67             |
| Belgien (Ultratip Flanders)               | 3              |
| Belgien (Ultratip Wallonia)               | 29             |
| Kanada (Canadian Hot 100)                 | 37             |
| Kanada (Canadian Alternative Rock Charts) | 6              |
| Kroatien (Airplay Radio Chart)            | 29             |
| Tyskland (Media Control Charts)           | 44             |
| Nederländerna (Nederlandse Top 40)        | 35             |
| Nederländerna (Mega Top 50)               | 17             |
| Mexiko (Billboard International)          | 43             |
| Spanien (PROMUSICAE)                      | 28             |
| US Billboard Hot 100                      | 78             |
| USA Rock Songs (Billboard)                | 13             |
| US Alternative Songs (Billboard)          | 7              |

## Releasehistoria
| Region         | Datum            | Format              | Skivbolag       |
| -------------- | ---------------- | ------------------- | --------------- |
| USA            | 10 juli 2012     | Radio               | Island Records  |
| Storbritannien | 10 juli 2012     | Radio               | Mercury Records |
| USA            | 17 juli 2012     | Digital nedladdning | Island Records  |
| Sverige        | 17 juli 2012     | Digital nedladdning | Island Records  |
| Storbritannien | 7 september 2012 | Digital nedladdning | Mercury Records |